# Chromodorididae
Famille
Les Chromodorididae forment une famille de mollusques de l'ordre des nudibranches (groupe des doridiens).

## Répartition
Cette famille est présente sous toutes les latitudes et est souvent caractérisée par des couleurs vive. Il s'agit d'une des plus vastes familles de nudibranches, avec plus de 360 espèces connues, réparties entre 17 genres. Sa répartition géographique s'étend de l'Indo-Pacifique, mer Rouge incluse, à l'océan Atlantique, mers des Caraïbes et Méditerranée comprises, et le pic de diversité se situe entre les tropiques, notamment dans la région Indonésienne. Il s'agit d'un groupe de nudibranches particulièrement diversifié et coloré, et donc prisé par les photographes sous-marins.

## Liste des genres

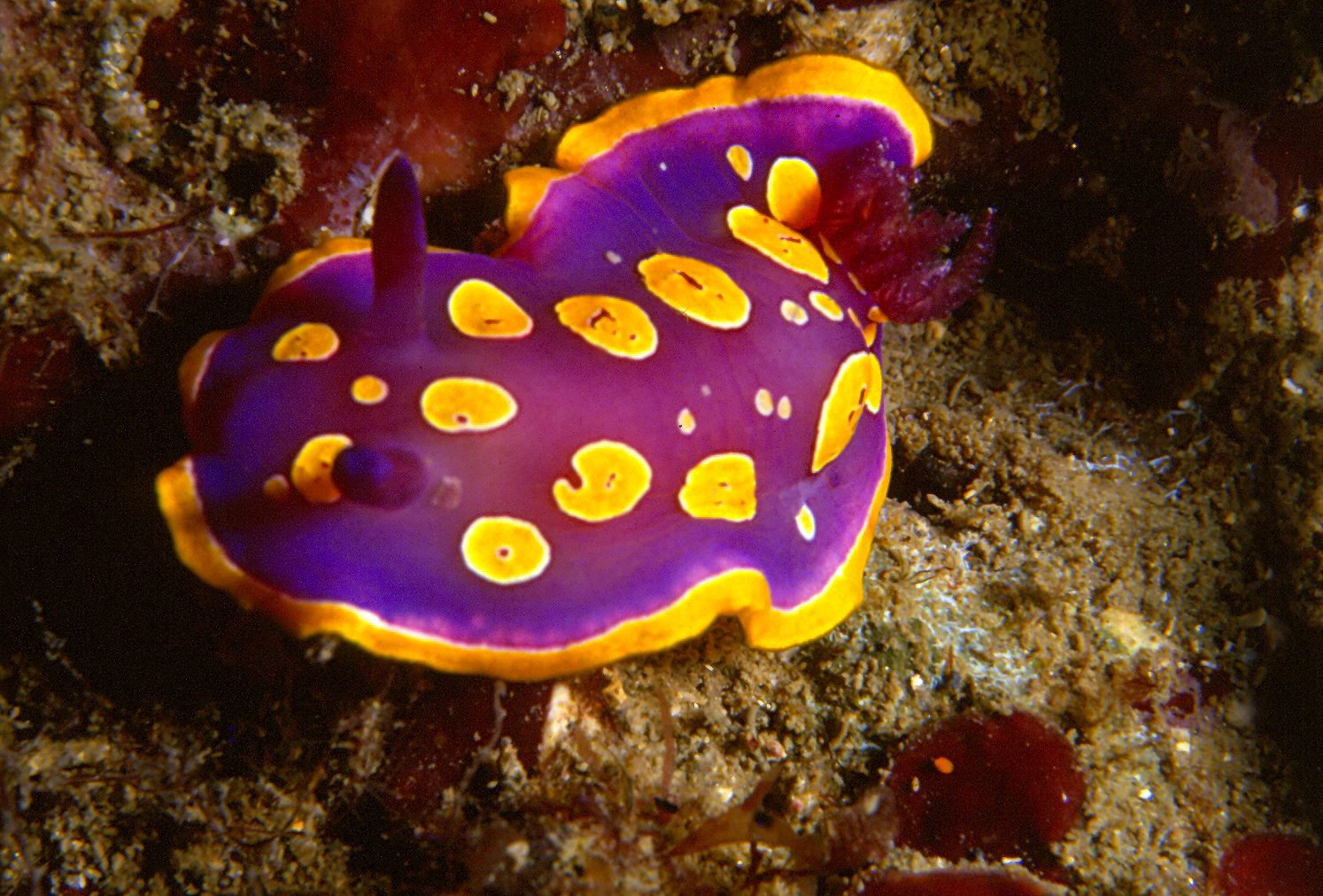
Chromodoris luteorosea, une espèce méditerranéenne.

Selon World Register of Marine Species, prenant pour base la taxinomie de Bouchet & Rocroi (2005), on compte actuellement 17 genres valides :
- sous-famille Chromodoridinae Bergh, 1891
  - genre Ardeadoris Rudman, 1984 -- 13 espèces
  - genre Berlanguella Ortea, Bacallado & Valdés, 1992 -- 1 espèce
  - genre Chromodoris Alder & Hancock, 1855 -- 62 espèces
  - genre Chromolaichma Bertsch, 1977 -- 3 espèces
  - genre Diversidoris Rudman, 1987 -- 4 espèces
  - genre Doriprismatica d'Orbigny, 1839 -- 9 espèces
  - genre Felimida Ev. Marcus, 1971 -- 29 espèces
  - genre Glossodoris Ehrenberg, 1831 -- 23 espèces
  - genre Goniobranchus Pease, 1866 -- 54 espèces
  - genre Tyrinna Bergh, 1898 -- 3 espèces
  - genre Verconia Pruvot-Fol, 1931 -- 21 espèces
- sous-famille Miamirinae Bergh, 1891
  - genre Ceratosoma Adams & Reeve, 1850 -- 10 espèces
  - genre Felimare Ev. Marcus & Er. Marcus, 1967 -- 36 espèces
  - genre Hypselodoris Stimpson, 1855 - 58 espèces
  - genre Mexichromis Bertsch, 1977 -- 13 espèces
  - genre Miamira Bergh, 1874 -- 6 espèces
  - genre Thorunna Bergh, 1878 -- 15 espèces

- genre Hemidoris Stimpson, 1855 (taxon inquirendum)
- genre Chromocadlina Odhner in Franc, 1968 (nomen nudum)

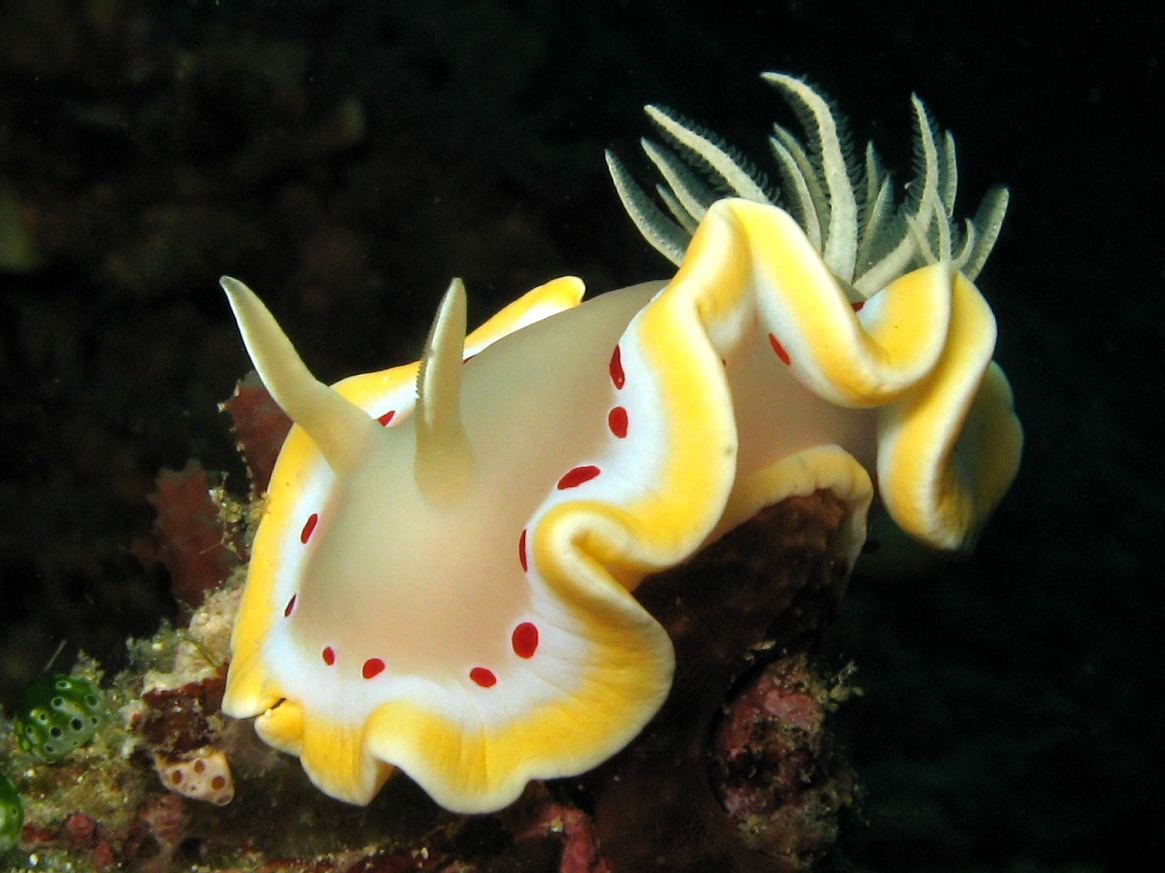
Ardeadoris cruenta
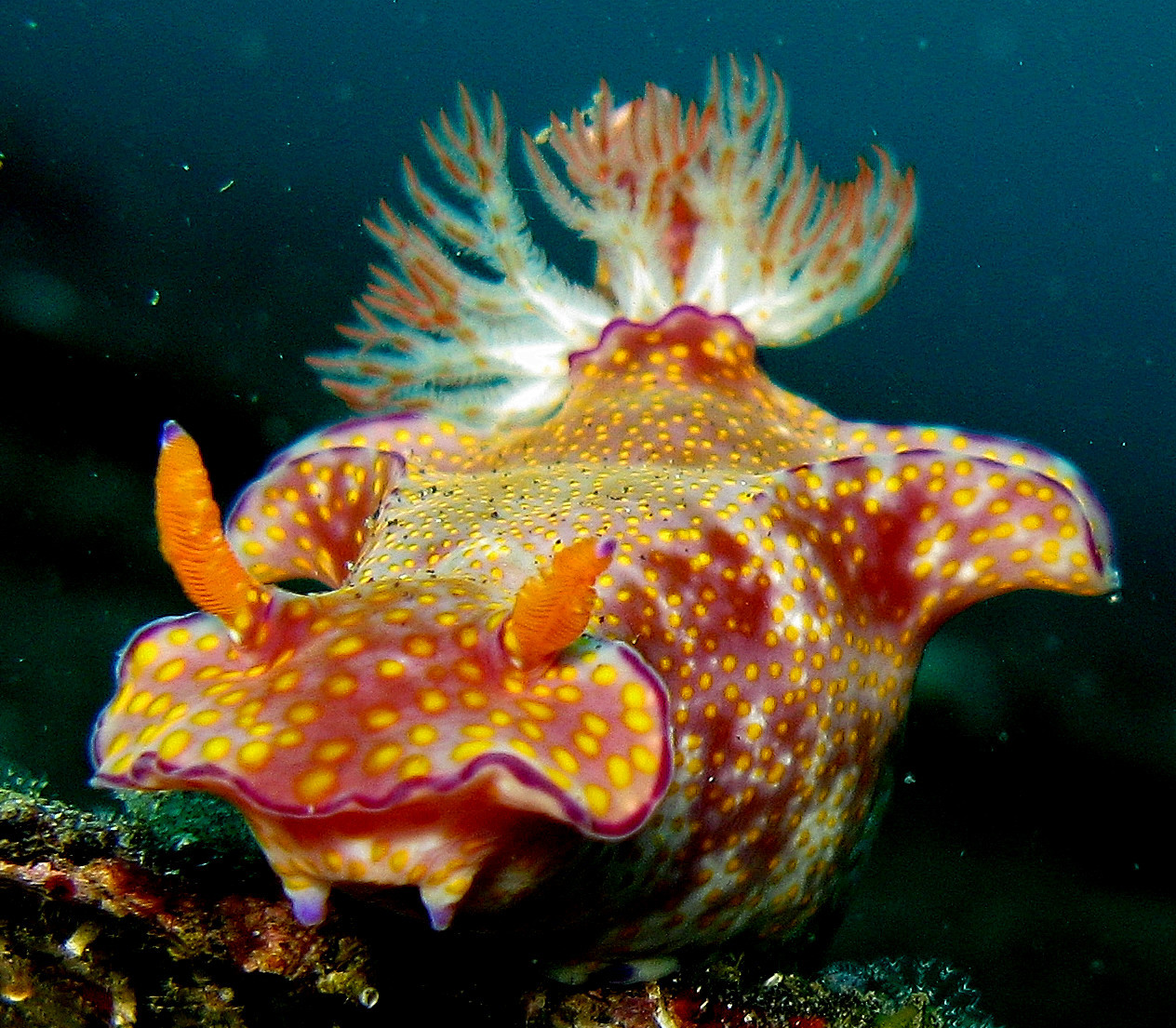
Ceratosoma tenue
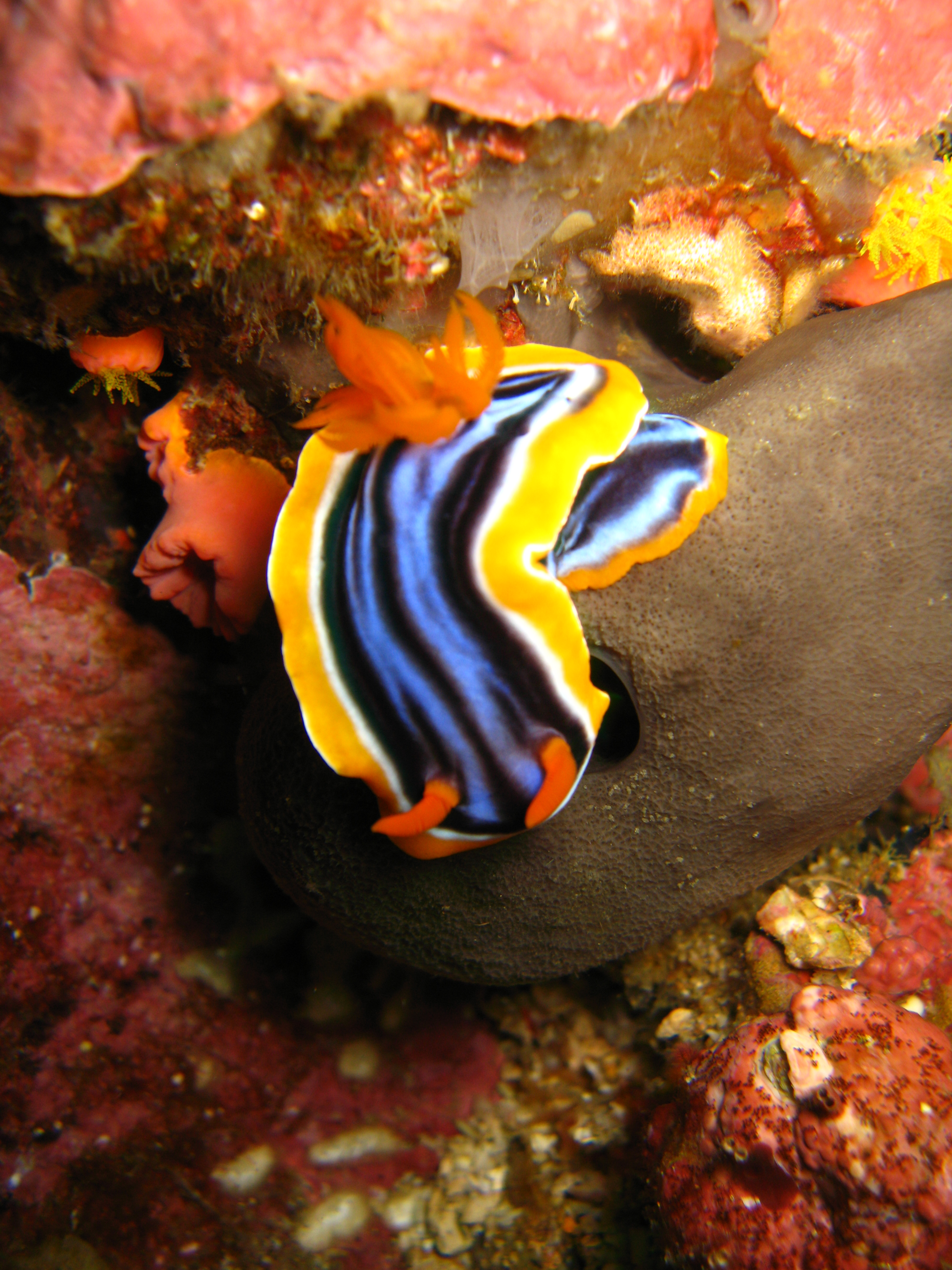
Chromodoris magnifica
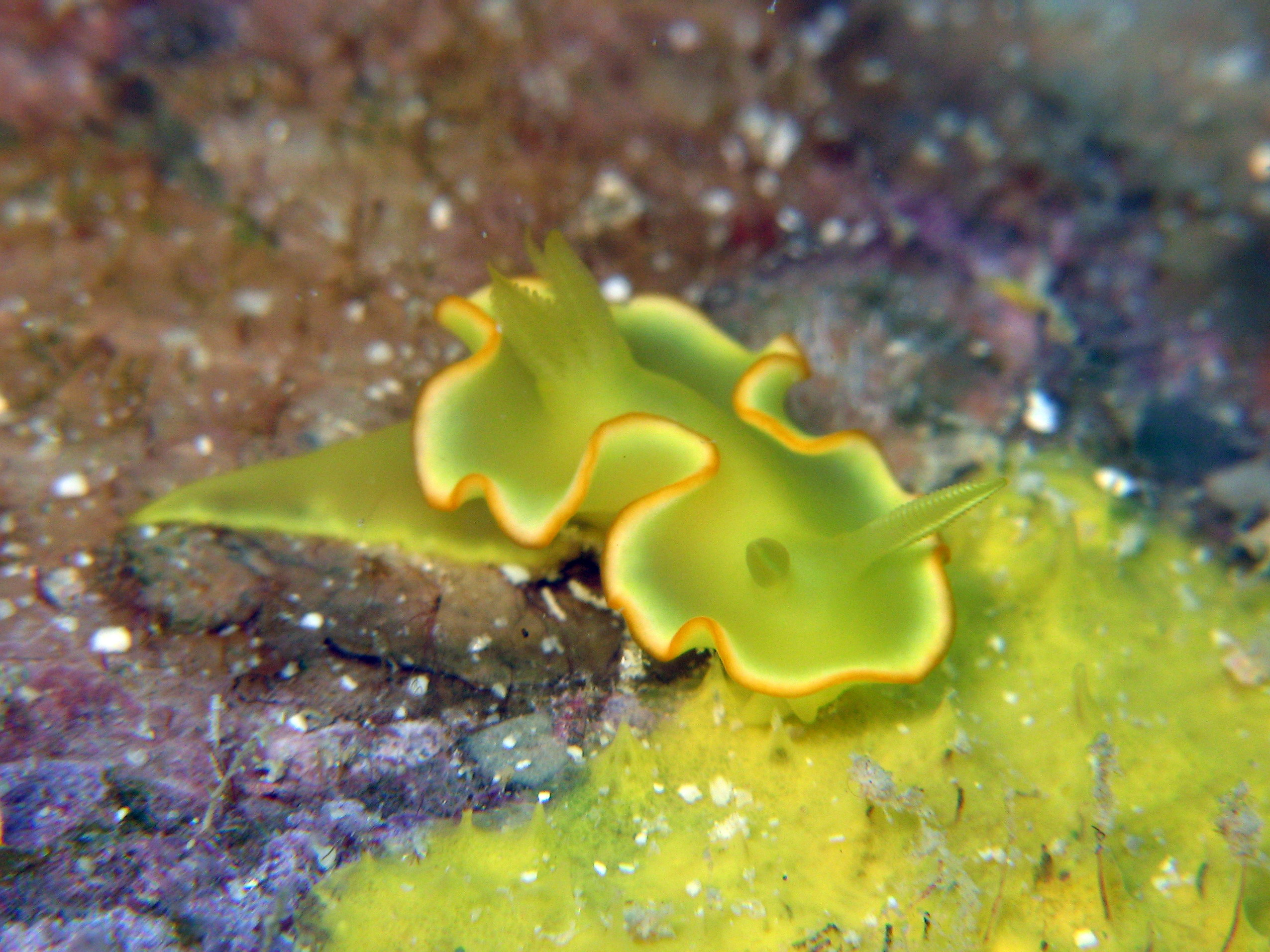
Diversidoris crocea
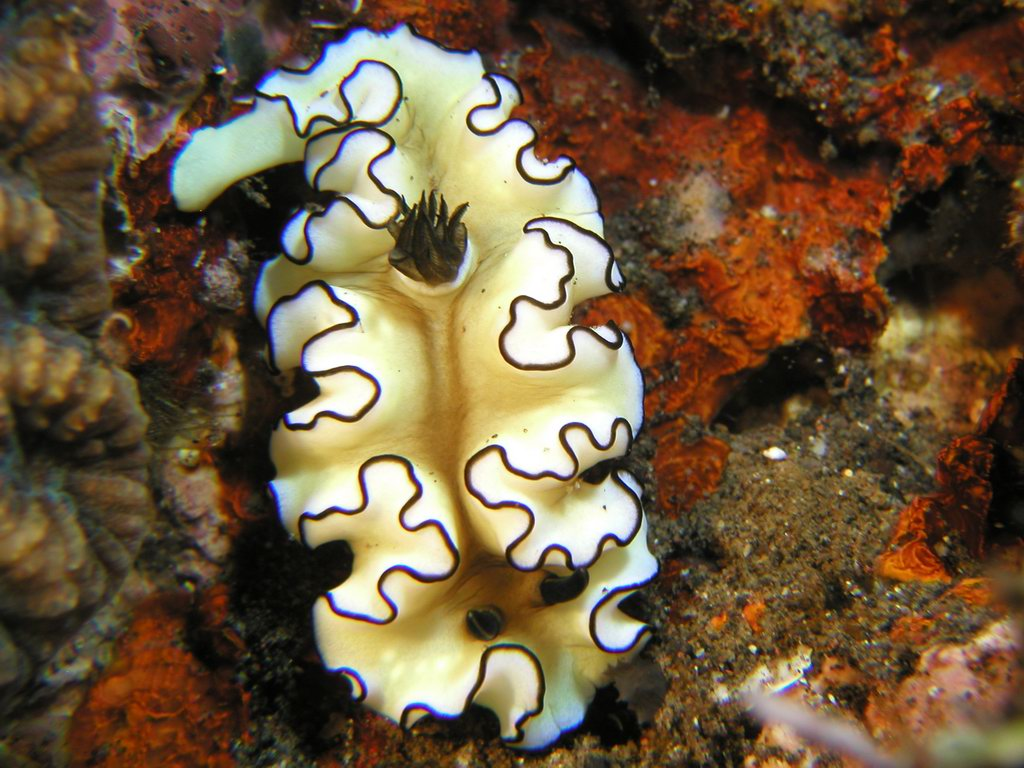
Doriprismatica atromarginata
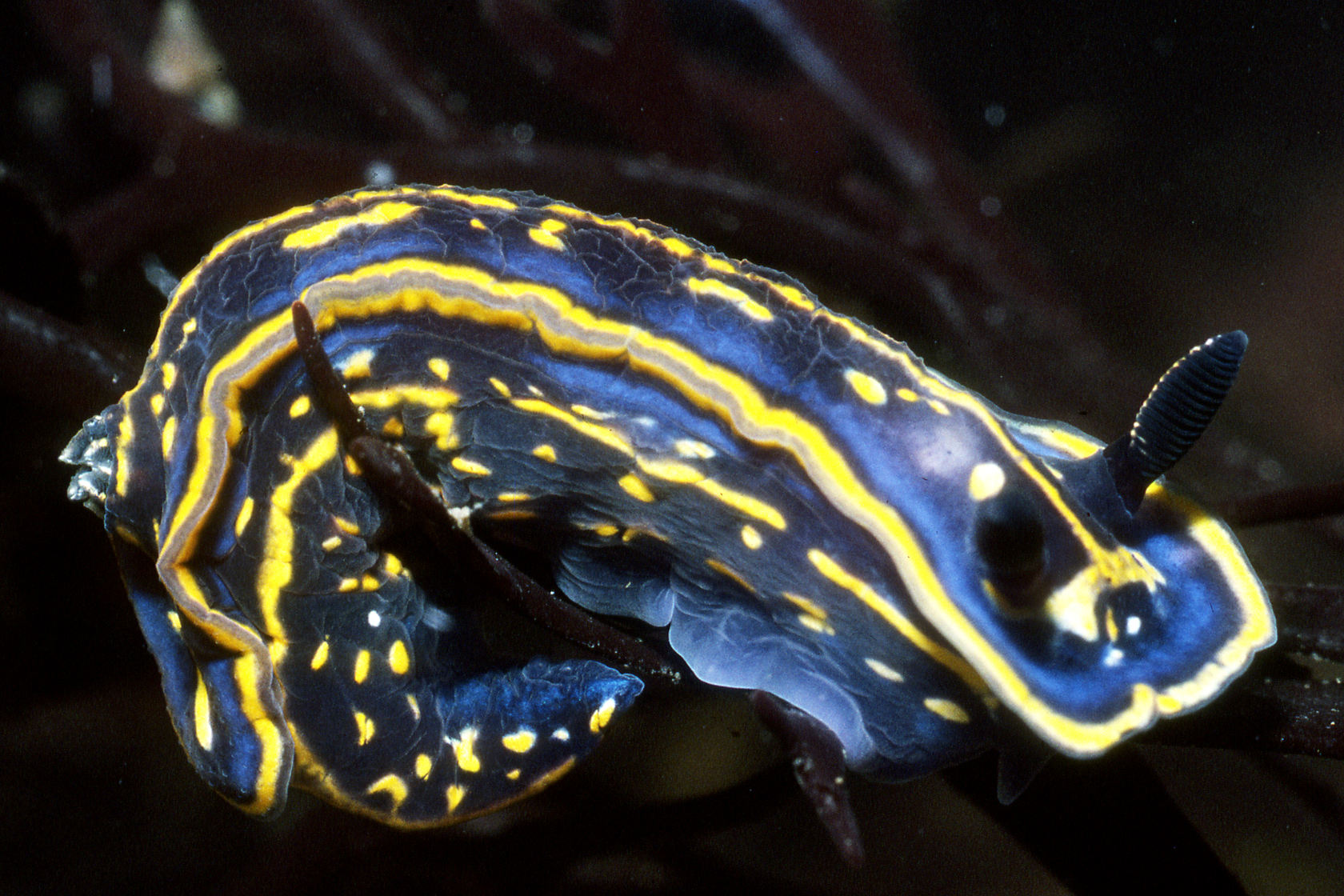
Felimare cantabrica
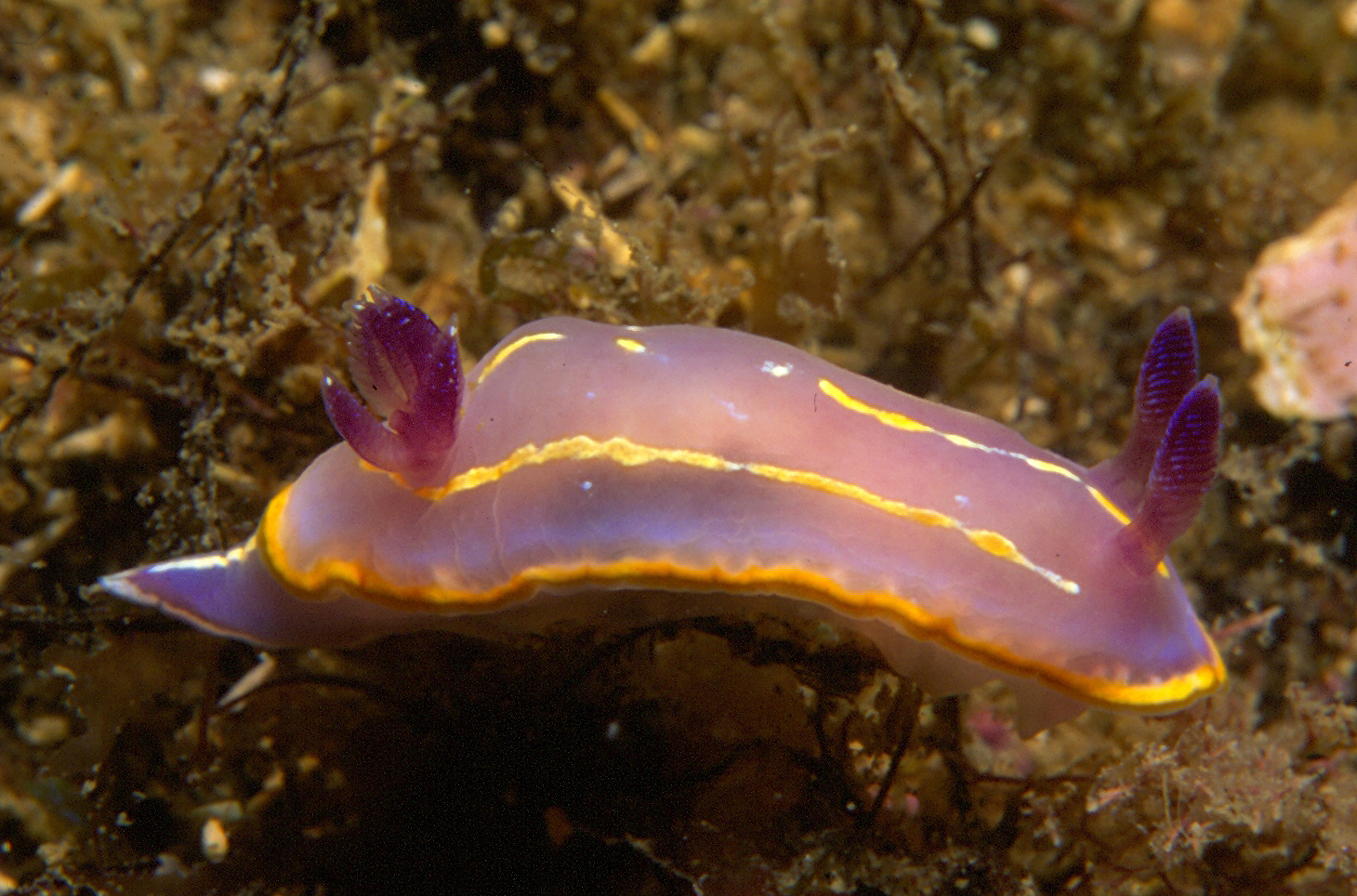
Felimida krohni
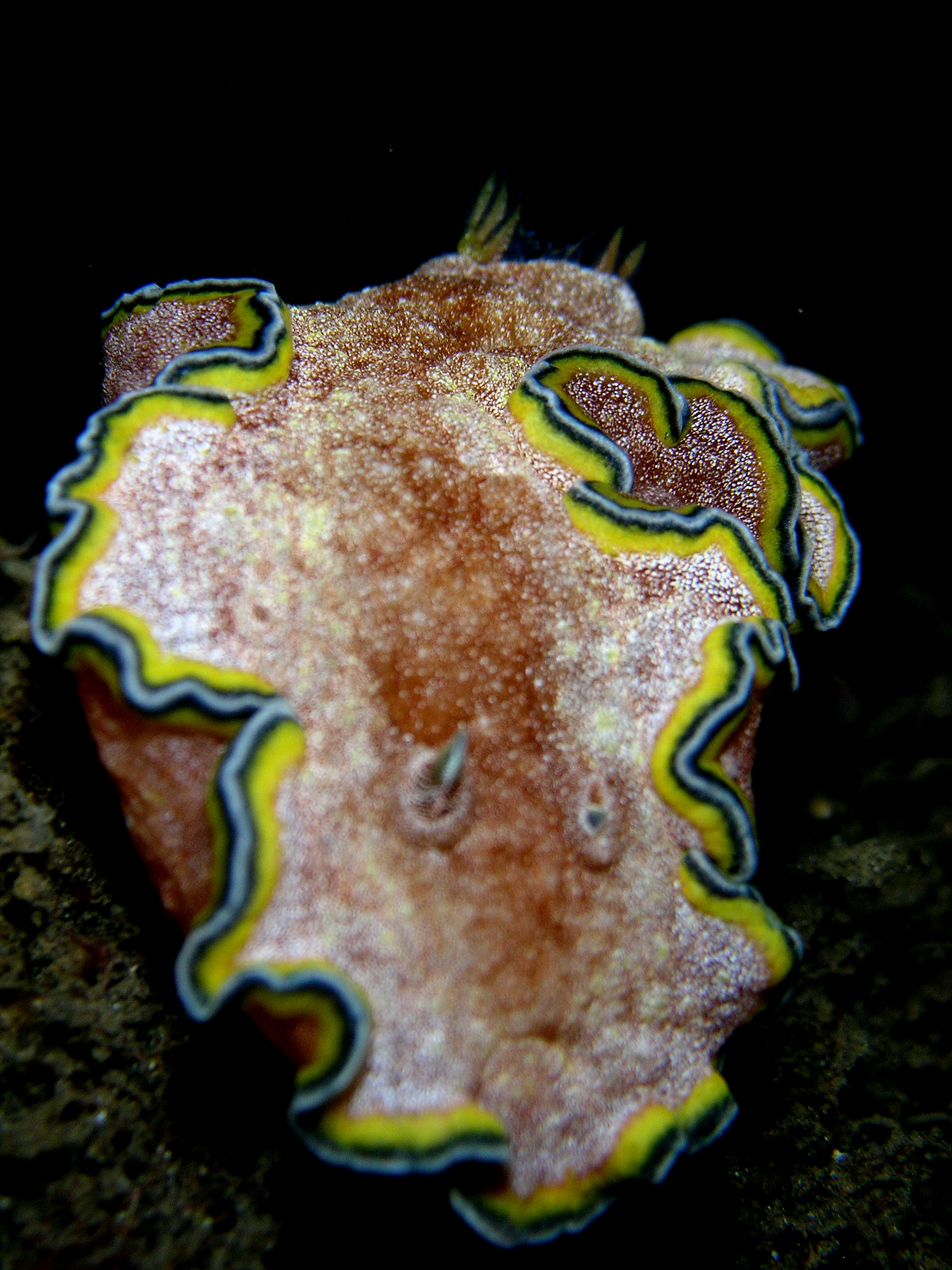
Glossodoris cincta
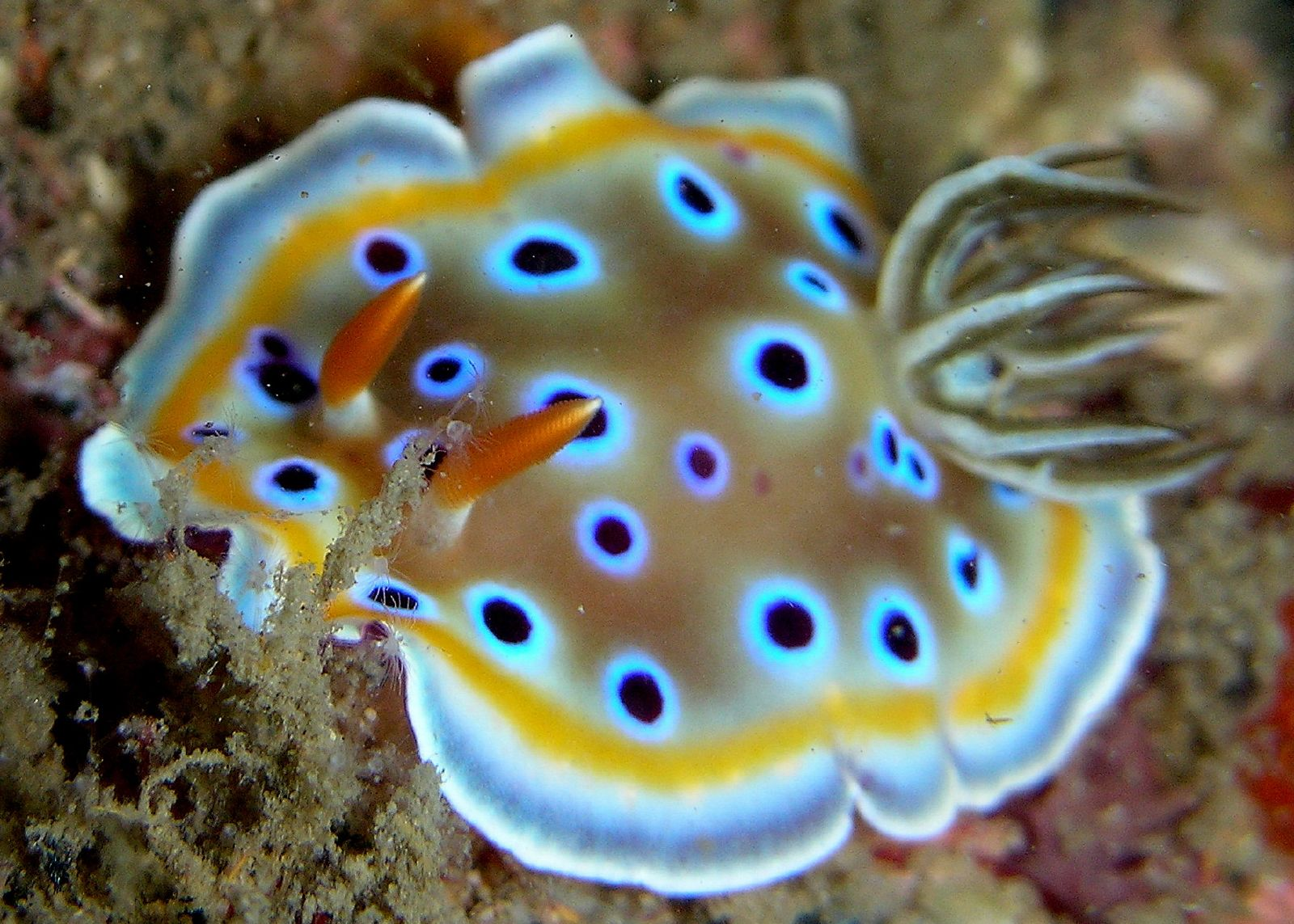
Goniobranchus geminus
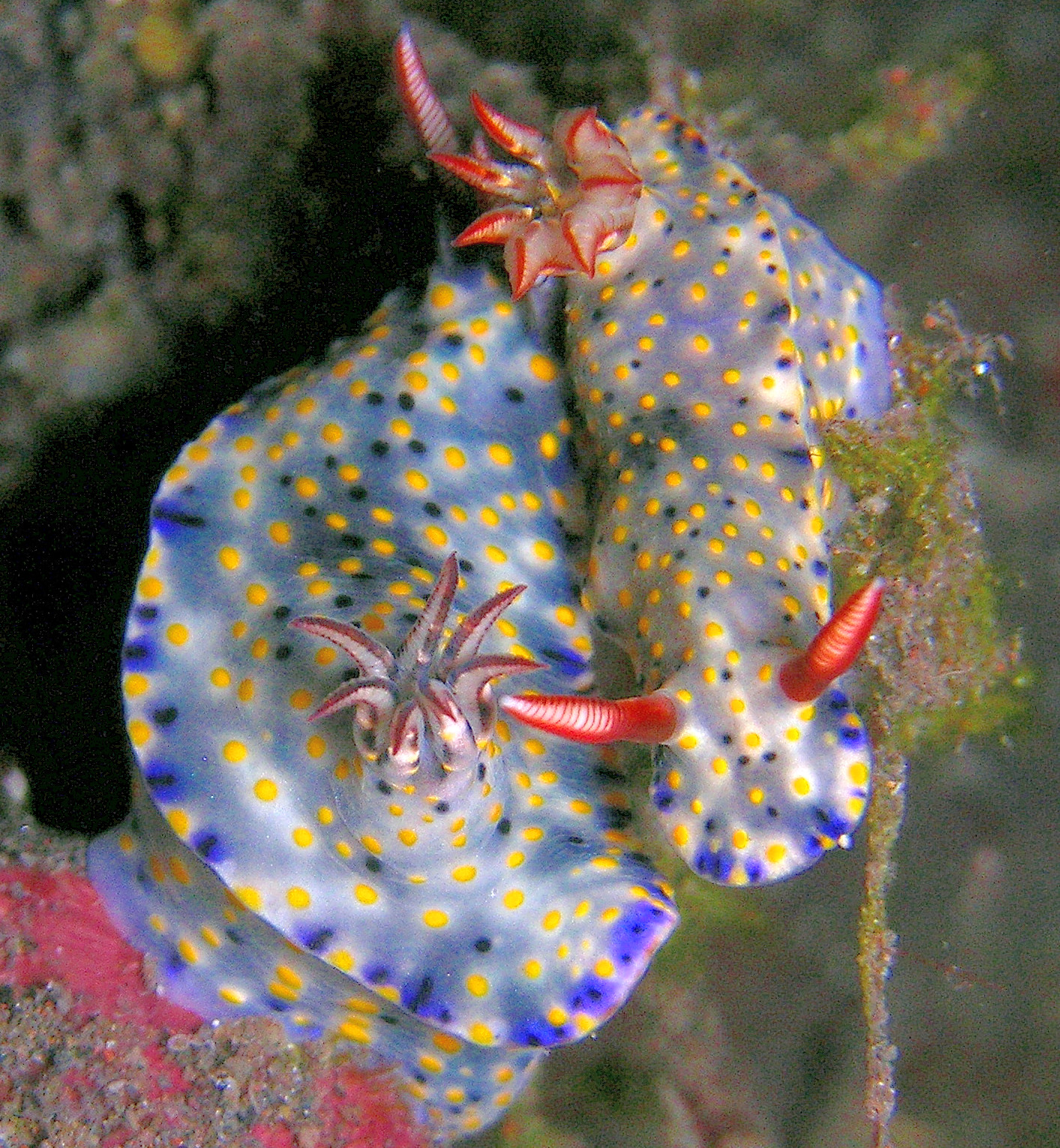
Hypselodoris infucata
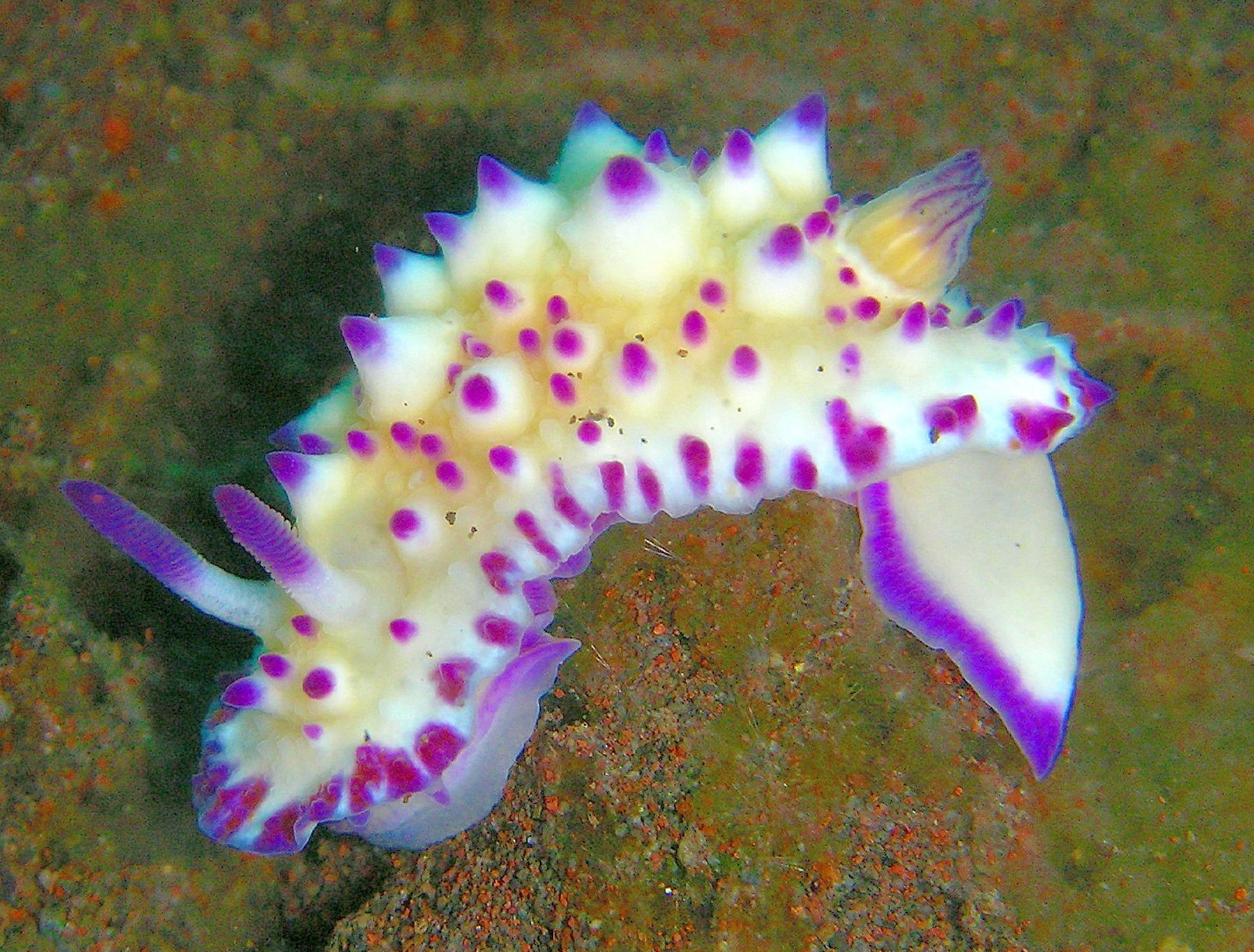
Mexichromis multituberculata
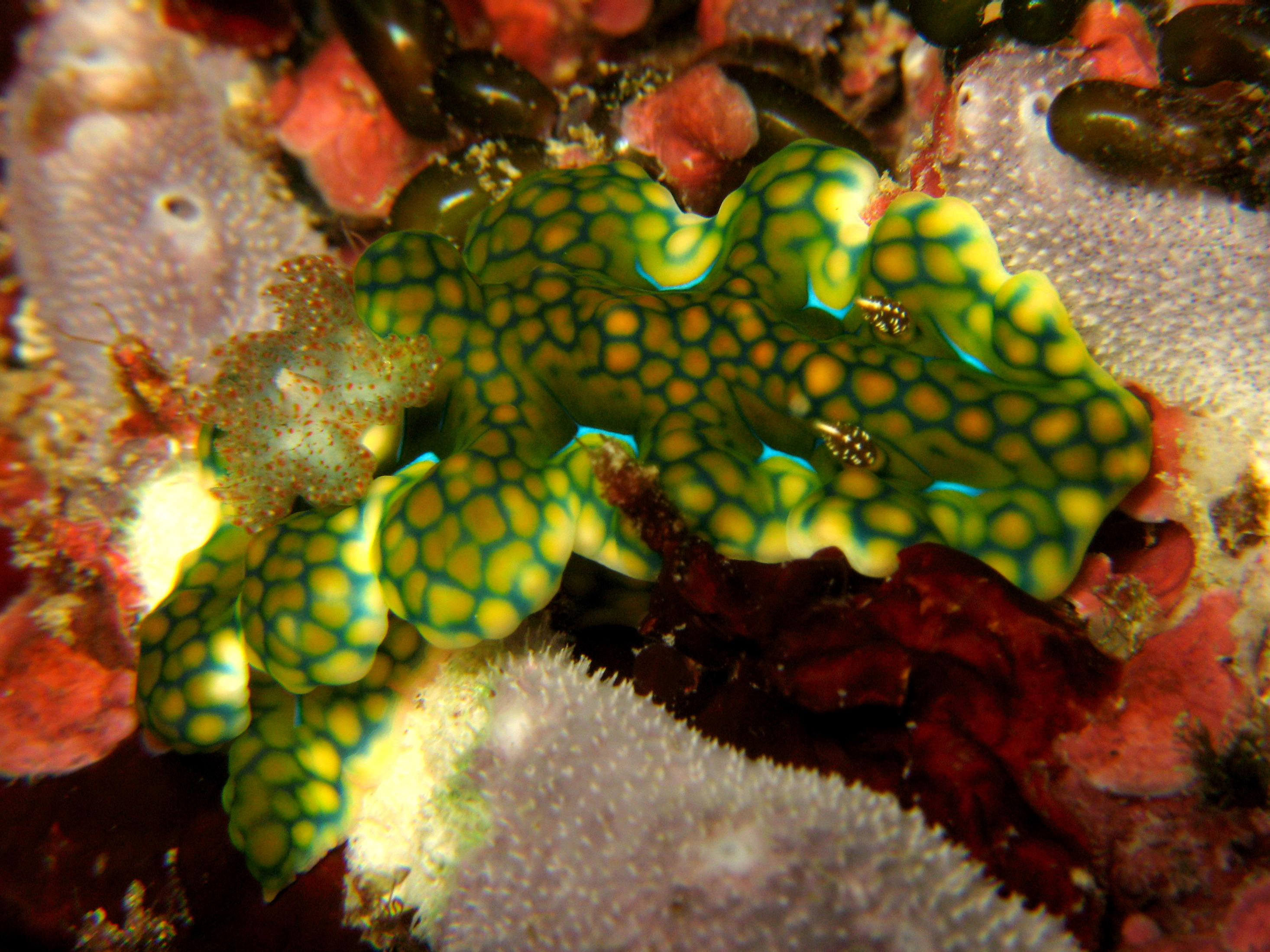
Miamira sinuata
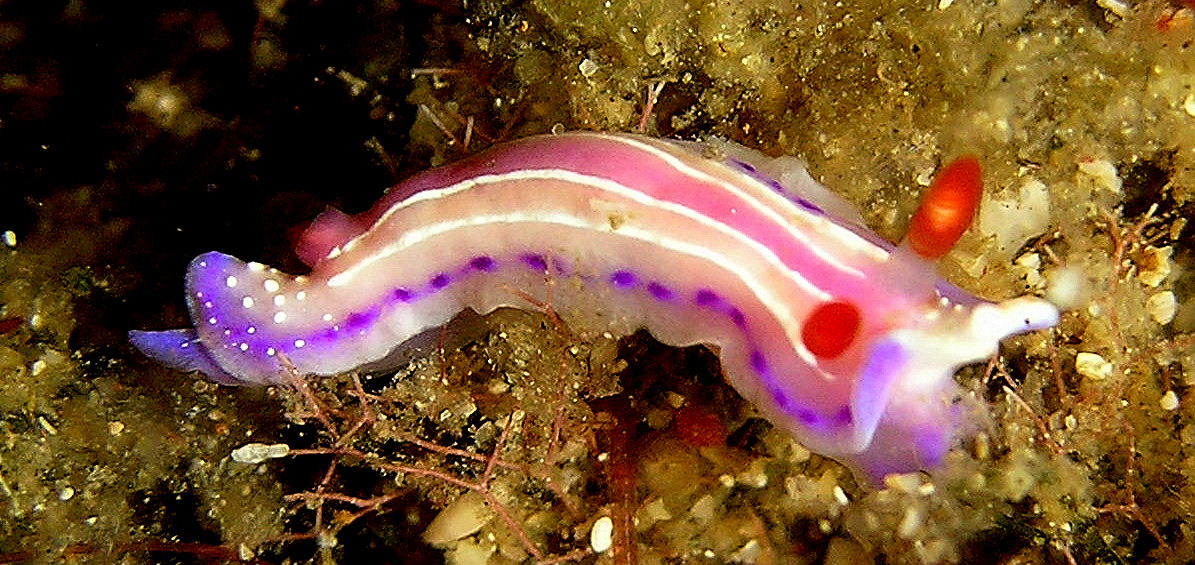
Thorunna australis
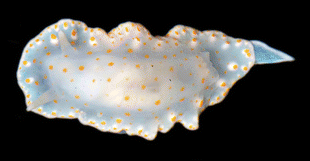
Tyrinna evelinae
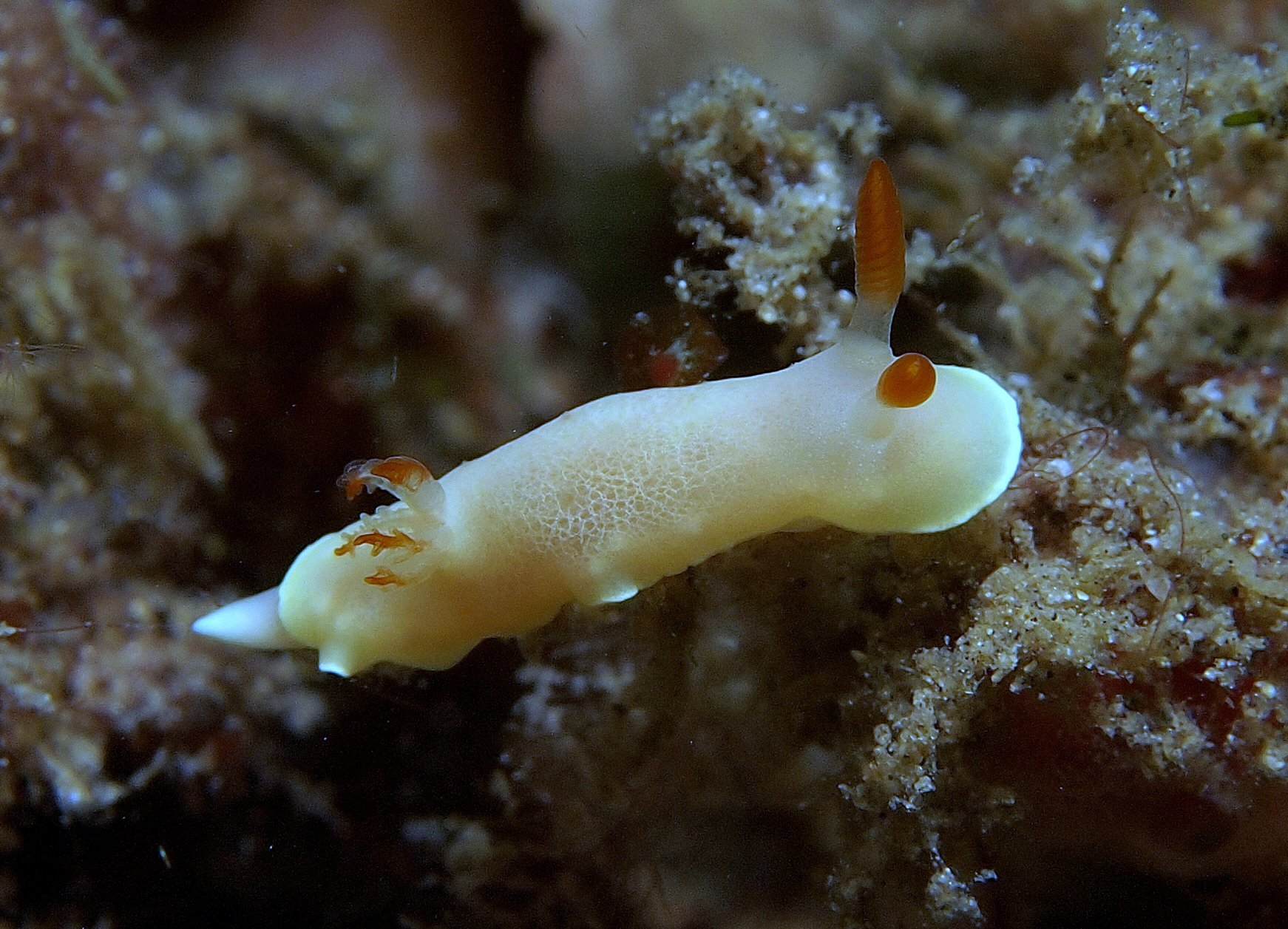
Verconia laboutei